# 近藤重三郎 (2代)
近藤 重三郎（こんどう じゅうさぶろう、1886年6月1日 - 1953年7月17日）は、日本の政治家。衆議院議員（1期）。

## 経歴
愛知県出身。1914年、東京帝国大学農芸化学科卒。岡崎市会議員、同参事会員、岡崎商業会議所会頭、所得税調査委員、伊勢屋、伊豆水電各(株)取締役社長、岡崎電燈(株)ほか数社の取締役、燧洋電気(株)ほか数社の監査役となる。
1924年の第15回衆議院議員総選挙において愛知3区から憲政会公認で立候補して当選した。衆議院議員を1期務めた。1928年の第16回衆議院議員総選挙には立候補しなかった。1953年死去。